# مارتين بيك
مارتين بيك (بالإنجليزية: Martine Beck)‏ (مواليد 1947) أخصائية نفسية فرنسية، ومؤلفة كتب مصورة وكتب أدب للأطفال. بيك هي مواطنة باريسية، مدينتها التي ولدت وعاشت فيها طوال حياتها. درست علم نفس الطفل والأدب الفرنسي في جامعة باريس.

## روابط خارجية
- مارتين بيك على موقع IMDb (الإنجليزية)

- مارتين بيك في قاعدة بيانات الأفلام على الإنترنت